# Ракитина, Елена Владимировна
Елена Владимировна Ракитина (22 сентября, 1969, Северодонецк) — детская писательница, член Союза писателей Санкт-Петербурга.

## Творческая биография
Первые рассказы были опубликованы в 2007 г.
Автор — участник Семинара молодых писателей, пишущих для детей в Тарханах (2008 г.), дипломант журнала «Костёр» (2008 г.), лауреат Международной детской литературной премии имени В. П. Крапивина (2010 г.), победитель Всероссийского литературно-художественного конкурса «Новые имена. Премьера книги» (2012 г.), дипломант Литературного конкурса им. Голявкина (2014 г.), финалист Шестой Книжной премии Рунета (2016 г.), постоянный участник фестивалей «Детские писатели вокруг ДЕТГИЗа».

В 2020 г. книги Елены Ракитиной были отмечены в журнале Bookbird, приуроченном к 37-му Международному конгрессу IBBY, посвященному русской детской литературе.
«Быть детским писателем для меня — это прежде всего ответственность. Прекрасно сказал С. Я. Маршак: «Когда вы пишете, помните о читателе, помните о больших задачах своего искусства и своего времени». В настоящее время, когда слишком мало говорится о нравственности, морали и слишком много о мнимых ценностях, ребенку трудно разобраться, что такое хорошо и что такое плохо. Зомбирование современных ребят средствами массовой информации, слабые в художественном отношении мультики, постоянная пропаганда жестокости, насилия, рождающая страх и агрессию, сегодняшнее равнодушие общества к проблемам воспитания не могут не волновать меня как писателя. Моё творчество — попытка противостоять тому, что происходит в нашей стране сегодня, попытка говорить с детьми о том, что действительно важно, повлиять на формирование их мировоззрения, и хотя бы чуть-чуть характера. А еще сделать ребят добрее и радостнее. Слова родителей: «Вашу книгу мой ребенок впервые прочитал самостоятельно, перечитал и вот теперь полюбил чтение» — наивысшая награда. Значит, не зря работаю».

## Критика
Нина Жуланова, заместитель главного редактора журнала «Костёр»: 
Елена Ракитина — не просто продолжатель лучших традиций нашей родной, отечественной детской литературы. Она — реаниматор, волшебный воскреситель замечательного, вольного, изобретательного, завораживающего Духа Детства. На таких книгах хорошо расти и вырастать, как на питательной почве доброты. А еще, открыв эту книгу, можно насладиться прекрасным русским языком, забавными сюжетами, неожиданными поворотами повествования и таким светлым, но подзабытым чувством, что всё, что происходит с героями — это правильно, так, как надо, потому что в основе их отношения к жизни — любознательность и доброта.
Татьяна Федяева, доктор филологических наук, главный редактор журнала «Вестник детской литературы»: 
Дар извлечения таких нужных нашим детям уроков из жизни и одновременно примиряющего, тонкого понимания всех её сложностей простирается в творчестве писательницы не только на жанр сказки, но и на реалистичную прозу. Писательский талант Е. Ракитиной, вступившей в литературу не так давно, развивается уверенно и стремительно и уже сейчас можно сказать, что она вошла в число писателей «первого ряда» в нашей детской литературе».

## Публикации
Рассказы и сказки Елены Ракитиной печатаются в детской периодике: газетах и журналах «Мурзилка», «Костёр», «Кукумбер», «Чиж и Ёж», «Вездепрыг», «Чердобряк», «Маленькая компания», «Пионерская правда», «Тихая минутка».
Сборники:
- Сборник произведений финалистов Международной литературной детской Премии имени В. П. Крапивина сезона 2010 года («Генри Пушель», 2011), ISBN 978-5-905672-01-9
- «Снежная книга» («Оникс», 2012) ISBN 978-5-488-02961-3
- «Проказник Новый год» («Оникс», 2012) ISBN 978-5-4451-0008-9
- «Куумба» («Время», 2014) ISBN 978-5-9691-1214-8
- «Весёлый звонок» и все-все-все» («ДЕТГИЗ», 2016) ISBN 978-5-9905807-9-4
- «Весёлые рассказы и смешные истории» («АСТ», 2017) ISBN 978-5-17-101764-4
- «Выпускной» («Детское время», 2018) ISBN 978-5-6040762-0-0
- «Самые смешные рассказы про школу» («АСТ», 2020)  ISBN 978-5-17-118932-7

## Книги
- «Похититель домофонов» («Азбука», 2009). ISBN 978-5-395-00246-4
- «Приключения Стёпы и Клёпы» («Речь», 2012). ISBN 978-5-9268-1346-0
- «Дождик, который поверил в себя» («Фома», 2012). ISBN 978-5-91786-096-1
- «Приключения новогодних игрушек» («Речь», 2012). ISBN 978-5-9268-1381-1[15][16][17]
- «Серёжик» («Речь», иллюстрации В. Кирдий, 2013). ISBN 978-5-9268-1398-9[18][19]
- «Семь ворот на огород» («Белый город», 2013). ISBN 978-5-7793-3042-8
- «Прогулки по саду» («Белый город», 2013). ISBN 978-5-7793-3043-5
- «Если б у меня была своя планета» («Речь», 2013). ISBN 978-5-9268-1493-1
- «Большое путешествие домой» («Речь», 2013). ISBN 978-5-9268-1494-8
- «Страна новогодних игрушек» («Речь», 2013). ISBN 978-5-9268-1532-7
- «Серёжик» («Речь», иллюстрации В. Челака, 2015). ISBN 978-5-9268-1940-0
- «Похититель домофонов» («Речь», 2016). ISBN 978-5-9268-2157-1
- «Мастерская новогодних игрушек» («Речь», 2016). ISBN 978-5-9268-2398-8
- «Все о Гуле Королёвой» («Речь», 2019). ISBN 978-5-9268-3025-2[20]

## Спектакли
1. «История новогодних игрушек»:«Театр ЖИВ», Москва, режиссёр М.Разуваев, композитор Л. Сац. Премьера 16 декабря 2014 г.[21]
2. "Приключения новогодних игрушек": Театр Les Partisans (Ижевск), Удмуртская государственная филармония, режиссёр А. Хмелёв. Премьера 5 января 2016 г.[22]
3. "Приключения новогодних игрушек": Государственный академический Малый театр. Премьера 6 января 2017 г.
4. Чтение рассказов из книги "Похититель домофонов": Академический Малый драматический театр — Театр Европы в рамках проекта «От пяти и до без конца», 2020[12].
5. «Серёжик» — онлайн-проект артистов Санкт-Петербургского государственного театра музыкальной комедии (программа «Ушки на подушке» автор и ведущая - Мария Елизарова, музыка - Евгения Немцева)[23].
6. «Сказки на ночь» — онлайн-проект Амурской областной филармонии по книге Елены Ракитиной «Приключения новогодних игрушек»[24] Премьера 1 января 2021 г.
7. "Приключения новогодних игрушек" - онлайн-проект Государственного Эрмитажа[25]. Премьера 25 декабря 2021г.
8. "История новогодних игрушек": Сарапульский драматический театр, режиссёр А. Баркар. Премьера 21 декабря 2024г.

## Интересные факты
- Общий тираж книг Елены Ракитиной превысил 500 тыс. экземпляров[26]; «…если выложить из них дорожку, получится 81 км. Это примерно длина реки Невы»[27].
- Хобби писательницы — коллекционирование открыток советского периода; на основе коллекции издательство «Речь» выпускает репринты[28].
- Тамбовская центральная детская библиотека им. С. Я. Маршака ведёт сообщество, посвященное книгам Елены Ракитиной[29]
- Тифлоинформационный комплекс «Логосвос» записал для слабовидящих детей сказку Елены Ракитиной «Серёжик». Текст читает актриса Елена Чубарова[30].